# Мартьяновська (Архангельська область)
Мартьяновська (рос. Мартьяновская) — присілок в Красноборському районі Архангельської області Російської Федерації.
Населення становить 1 особу. Входить до складу муніципального утворення Пермогорське сільське поселення.

## Історія
Від 2004 року входить до складу муніципального утворення Пермогорське сільське поселення.

## Населення
| 2010 |
| ---- |
| 1    |